# Thomas de Keyser
Thomas de Keyser (Amsterdam, circa 1596 - Amsterdam, begraven 7 juni 1667) was een Noord-Nederlands kunstschilder en bouwmeester.

## Leven en werk
De Keyser was in de eerste plaats een portretschilder. Hij was de meest gevraagde portretschilder van Amsterdam, totdat Rembrandt hem in de jaren 1630 in populariteit oversteeg. De Keyser was van grote invloed op Rembrandt, en veel van zijn werken werden lange tijd aan Rembrandt toegeschreven.
De meeste portretten van zijn hand waren op klein formaat, zoals zijn Portret van Constantijn Huygens (1627) in de National Gallery in Londen en zijn groepsportret De vier burgemeesters van Amsterdam vernemen de aankomst van Maria de Medici op 1 september 1638 in het Mauritshuis (sinds 1980 in langdurige bruikleen gegeven aan het Amsterdam Museum). Bekend van hem is ook het grote Portret van Loef Vredericx als Vaandeldrager uit 1626, dat lange tijd het lievelingsschilderij was van Tsaar Paul (1754-1801), die het zelfs meenam wanneer hij op reis ging. In 1931 werd dit werk van de Russen gekocht voor het Mauritshuis, waar het nog altijd hangt.

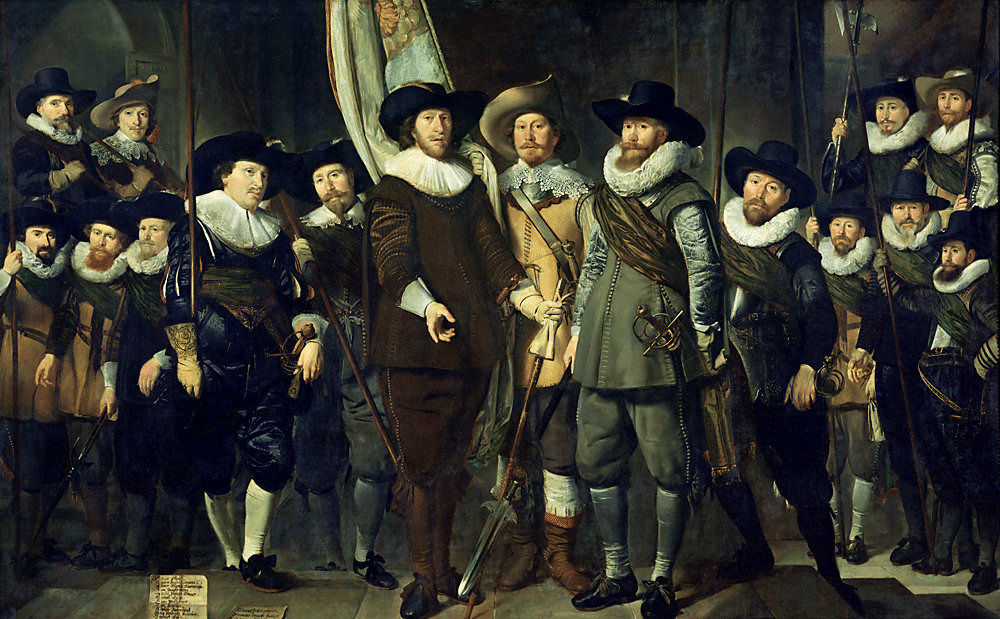
Thomas de Keyser. De compagnie van kapitein Allaert Cloeck en luitenant Lucas Jacobsz. Rotgans. 1632. Amsterdam, Rijksmuseum Amsterdam.

Zijn grootste portretopdracht was het schuttersstuk De compagnie van kapitein Allaert Cloeck en luitenant Lucas Jacobsz. Rotgans (1632). Dit schilderij hing oorspronkelijk in de Kloveniersdoelen in Amsterdam en bevindt zich nu in het Rijksmuseum.
Naast portretten schilderde de Keyser ook historische en mythologische scènes, zoals Theseus en Ariadne, dat in het Paleis op de Dam hangt.
Hij was een zoon van de beroemde bouwmeester en beeldhouwer Hendrick de Keyser. Over zijn jeugd is weinig bekend. Waarschijnlijk was hij een leerling van de kunstschilders Cornelis de Voort, Aert Pietersz en Nicolaes Eliasz. Pickenoy.
De Keyser legde zich enige tijd op de bouwkunst toe, maar koos uiteindelijk voor de schilderkunst. Hij bleef echter actief als bouwmeester. Vanaf 1662 tot zijn dood was hij hoofdopzichter van de bouw van het nieuwe Amsterdamse stadhuis, nu het Paleis op de Dam.
In de jaren 1640 kreeg De Keyser zo weinig opdrachten, dat hij stopte met schilderen en zich richtte op de handel in basaltblokken. Rond 1654 begon hij weer met schilderen.
Het Rijksmuseum in Amsterdam heeft de grootste collectie schilderijen van zijn hand. Andere musea met werk van de Keyser zijn onder meer het Louvre in Parijs, het Metropolitan Museum of Art in New York, de Hermitage in Sint-Petersburg en de National Gallery in Londen.
In een nis aan de voorgevel van het Stedelijk Museum in Amsterdam bevindt zich een beeld van Thomas de Keyser. In Enschede is een straat naar hem vernoemd.

## Afbeeldingen

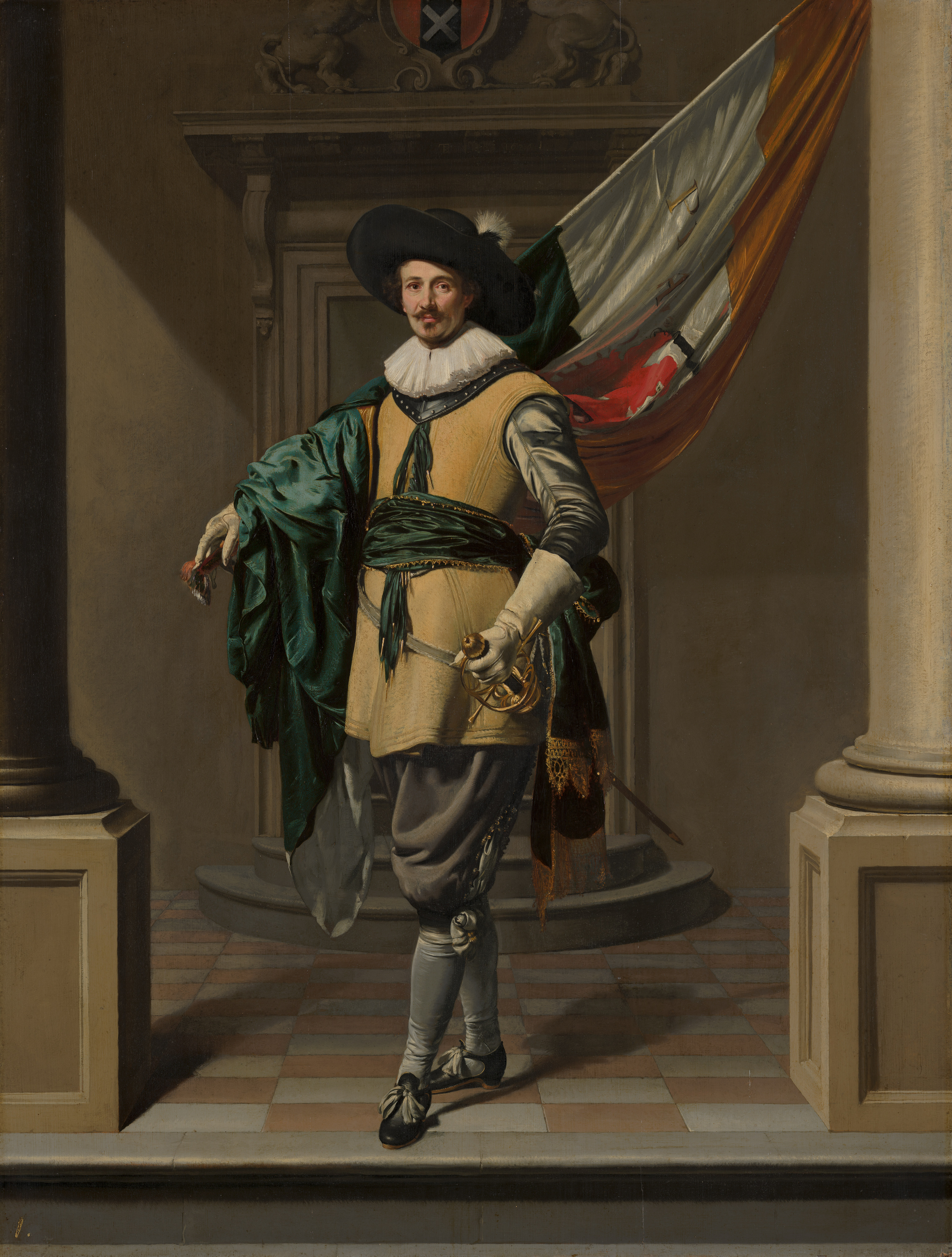
Loef Vredericx als Vaandeldrager (1626), Mauritshuis
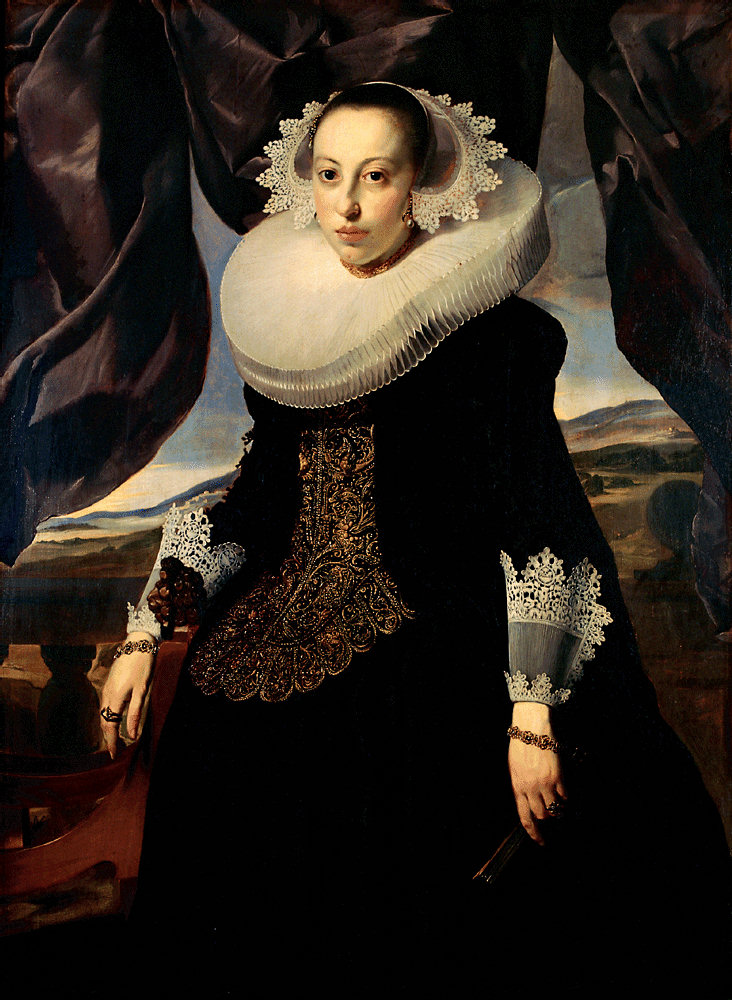
Portret van een vrouw, 1625-1649, Tarbes, Musée Massey
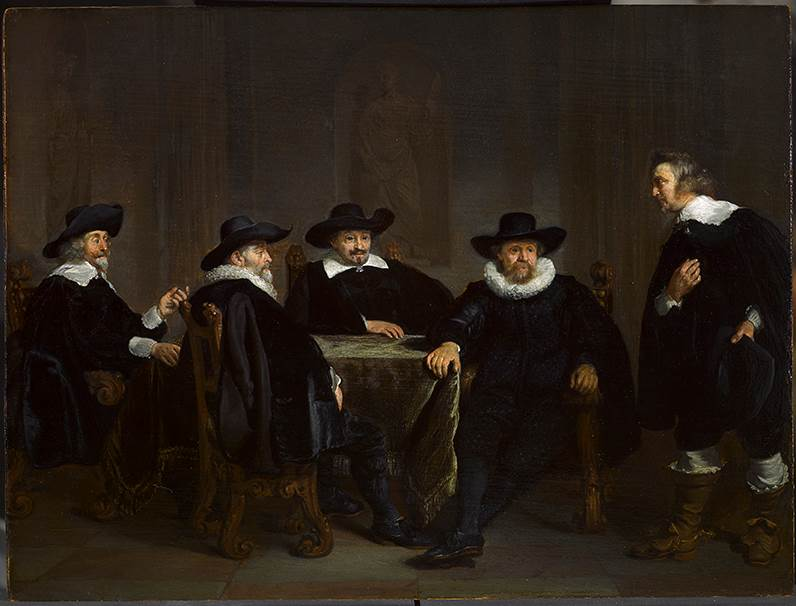
De 4 burgemeesters vernemen de aankomst van Maria de' Medici (1638), Bron: Mauritshuis. Sinds 1980 in bruikleen aan Amsterdam Museum